# Hidalgo, Tapachula
Hidalgo är en ort i Mexiko.   Den ligger i kommunen Tapachula och delstaten Chiapas, i den sydöstra delen av landet, 900 km sydost om huvudstaden Mexico City. Hidalgo ligger 53 meter över havet och antalet invånare är 697.
Terrängen runt Hidalgo är huvudsakligen platt, men åt nordost är den kuperad. Runt Hidalgo är det tätbefolkat, med 266 invånare per kvadratkilometer. Närmaste större samhälle är Tapachula, 11,3 km öster om Hidalgo. Omgivningarna runt Hidalgo är en mosaik av jordbruksmark och naturlig växtlighet.